# Anémo-cinémographe
 (février 2023).
Si vous disposez d'ouvrages ou d'articles de référence ou si vous connaissez des sites web de qualité traitant du thème abordé ici, merci de compléter l'article en donnant les références utiles à sa vérifiabilité et en les liant à la section « Notes et références ».
L'anémo-cinémographe est un instrument utilisé en météorologie pour mesurer puis enregistrer la vitesse du vent.

## Étymologie
Sous cette rubrique devraient être classés tous les anémomètres équipés d'un système d'enregistrement. En fait, les anémomètres n'existent pas puisqu'ils devraient mesurer le vent, ce qui en pratique est fait à l'aide de deux instruments : une girouette qui en mesure la direction et un anémo-cinémomètre qui en mesure la vitesse.
L'anémo-cinémographe décrit ici devrait s'appeler « anémo-cinémographe intégrateur ». Il s'agit donc d'un appareil destiné à enregistrer la vitesse du vent moyen calculé sur 2 minutes et 30 secondes.
Cet appareil est ancien et date vraisemblablement de la fin du XIXe siècle. Il a été fabriqué par les établissements Jules Richard comme beaucoup d'appareils scientifiques de cette époque. Il équipait les observatoires, les services météorologiques que nous connaissons n'existant pas encore à l'époque.

## Principe
Cet appareil est entièrement mécanique. Il est composé de trois parties : une base de temps, un compteur d'impulsion et un système permettant de limiter la sommation des impulsions à 2 minutes 30 secondes.
La base de temps est un mécanisme d'horlogerie, sans échappement, régulé par un balancier animé d'un mouvement conique.
Comme dans bien des cas, le capteur est un moulinet qui ferme un contact à chaque rotation. Ce contact génère une impulsion détectée par un système de relais et comptabilisée par un système d'échappement similaire à un mouvement d'horlogerie. Chaque impulsion fait tourner à l'arrière de l'appareil deux pignons contrarotatifs qui agissent sur la vis de l'axe horizontal. Le déplacement de celui-ci tend alors à incrémenter indéfiniment la position du stylet. L'autre extrémité de cet axe est munie d'un petit galet pris en compression entre les deux plateaux contrarotatifs entraînés de manière continue par le mécanisme de la base de temps, impliquant au galet une vitesse de rotation d'autant plus importante qu'il est éloigné de l'axe des plateaux. Ce mouvement contrarie le précédent. Une position d'équilibre s'établit. Le mécanisme est conçu pour que cette position d'équilibre soit la moyenne sur 2 minutes 30 secondes.
Un anémo-cinématographe a notamment été installé au sommet de la Tour Eiffel pour y mesurer et enregistrer les vitesses des vents.